# ダイハツ・ハイライン
ハイライン（Hiline）は、ダイハツ工業が過去に発売していた1t積み小型トラックである。当時のダイハツの小型貨物車のラインナップは、3輪のBM/BOシリーズと4輪キャブオーバーのV200（2t）、そして4輪ボンネット型のF175/D150（1.75t/1.5t）という内容だったが、F175/D150の下のクラスを受け持つモデルとして1962年に発売された。
キャッチフレーズは『明日を走る商用車』。

## 特徴
ハイライン発売当時の1t積みボンネットトラックというクラスは、日産自動車のダットサントラックのシェアが首位で、他にトヨタのライトスタウト、プリンス・ライトマイラー、マツダ・B1500（後のプロシード）、日野ブリスカが存在し、各社なりの商品性で訴求していたものの、なかなかダットサンの牙城を崩すには至っていなかった。中でも、ハイラインは乗用車的なセンスを持たせることに腐心し、デザインは欧米で当時流行の兆しを見せていたフラットデッキを国産車で初採用し（ハチマキモールはモデル途中からの採用）、さらにクラス初の3人乗りを実現していた。
また、ホイールベースはスタンダードの2,565mmの他、2,860mmのロングボディーが設定され、これは標準尺に比べて1m近くも長い2,400mmの荷台が設定されたが、これもクラス最大であった。
エンジンはF175やV200に搭載されていた水冷直列4気筒、OHVで排気量1,500ccのFA型を搭載した。このFA型はクラス最高の68馬力を発生したが、当時1,500ccクラスでこの出力を得ることは驚異的であり、乗用車を含めて出力においてはハイラインを始めとするダイハツ勢がトップだった。その一方で、トラックというカテゴリーを考慮してギヤ比をローギアード（低め）に設定したため、最高速度は110km/hとエンジン性能に対しあまり速くない。

## 初代（1962年 - 1972年）
- 1962年 - ハイライン発売。型式名F100。
- 1963年 - ライトバンを発売。2ドア+上下開きのバックドアのボディーで、ホイールベースは標準尺と同じ、定員は3/6名、最大積載量は500/300kgとしていた。
- 1964年 - トラックが東京オリンピック聖火リレーのサポートカーとしてコンパーノベルリーナとともにアテネ - 東京間を走破している。
- 1965年 - マイナーチェンジ。前照灯を丸形4灯に変更し、そのままの姿で1969年まで生産された。
- 1969年 - フルモデルチェンジ。エンジンやシャシをそのままに内外装を一新する。エンジンの型式は変わらないが出力は70馬力となった。ボディーサイドを張りのある面構成とし、フロント周りも一転して異型角形2灯前照灯となるなど、デザインセンスに優れたハイラインの名を保った。この時点でライトバンを廃止している。また、最大積載量を1.25tに変更した。
- 1971年 - 1967年のトヨタ自動車との提携以後同社のハイラックスと競合すること、ダイハツディーラー網の弱さなどから販売は下降線をたどり、同年12月を以って生産終了となった。
- 1972年 - 在庫対応分が全て販売終了。1代10年の歴史に幕を下ろした。ちなみに、同社の3輪軽商用車のミゼットもこの年に販売終了となっている。

## 補足
- 1963年にはハイラインの弟分として、ハイゼット(L35)のロングボディ版のニューラインが発売されている。この車のエンジンは元々コンパーノ用に開発されたFC型800ccを搭載していた。
- インドネシアで生産されるラガーのうち、2WD仕様の現地名に「ハイライン」が使われている。